# Trypanosoma ophiocephali
Trypanosoma ophiocephali – kinetoplastyd z rodziny świdrowców należący do królestwa protista.
Pasożytuje w osoczu krwi ryb Channa punctatus, Heteropneustes fossilis, Ophiocephalus argus i Odontobutis obscura.
Obecność tego pasożyta stwierdzono u osobników na terenie Azji.